# MENA (región)

Países considerados parte de MENA:
Países usualmente considerados como parte de MENA.
Países considerados en ocasiones como parte de dicha región.
Países raramente considerados como parte de MENA.

El término MENA es un acrónimo del inglés refiriéndose al Medio Oriente y el norte de África (Middle East and North Africa, Medio Oriente y norte de África). El término cubre una región extensa que se extiende de Marruecos a Irán, incluyendo a todos los países del Medio Oriente y el Magreb. El término es casi sinónimo Gran Medio Oriente y coincide en su mayor parte con lo que se conoce como mundo árabe.
Este acrónimo es usualmente usado en las naciones angloparlantes en los campos de educación, planificación militar, ayuda en situaciones de desastre y negocios.
Debido a la ambigüedad geográfica y naturaleza eurocéntrica del término «Medio Oriente», mucha gente en los países angloparlantes prefiere usar otros términos. Uno de esos términos es WANA (West Asia and North Africa en inglés, «Asia occidental y norte de África»).

## Territorio
En 2023, según datos del banco mundial, la población registrada en la región fue poco más de 473 millones, con un crecimiento anual de 1.8%.  Teniendo una migración neta (2023) de 298 369 de ciudadanos.
La región tiene vastas reservas de petróleo y gas natural, lo que la hace una fuente vital de estabilidad económica global. Según el Oil and Gas Journal, la región tiene el 60% de las reservas petroleras del mundo y el 45% de las reservas mundiales de gas natural. 8 de los miembros de la OPEP provienen de la región.
Aunque no hay una definición estándar, éstos son los países usualmente considerados como parte de la región MENA:
| - Arabia Saudita - Argelia - Baréin - Egipto - Emiratos Árabes - Irak - Irán | - Israel - Jordania - Kuwait - Líbano - Libia - Marruecos - Omán | - Palestina - Qatar - Siria - Túnez - Yemen |

A veces, los siguientes países también son incluidos:
| - Afganistán - Armenia - Georgia - Chipre - Azerbaiyán - Chad | - Yibuti - Malta - Mali - Mauritania - Níger | - Somalia - Sudán - Turkmenistán - Turquía |

## MENAP
En abril de 2013, el Fondo Monetario Internacional creó una nueva región analítica llamada MENAP (Middle East, North Africa, Afghanistan, and Pakistan; Medio Oriente, norte de África, Afganistán y Pakistán), la cual agrega a Afganistán y Pakistán a los países de la región MENA.